# This Day
This Day (Eigenschreibweise THIS DAY) ist eine englischsprachige nigerianische Tageszeitung, die in Lagos und Abuja herausgegeben wird.
This Day wird von Leaders & Company Ltd seit dem 22. Januar 1995 herausgegeben und ist seitdem das Flaggschiff des Verlags. Die Zeitung hat das Motto African Views on Global News und bemüht sich um eine afrikanische Sichtweise des Weltgeschehens.
This Day hatte 2004 eine ungefähre Auflage von 100.000 (Montag bis Samstag) bzw. 120.000 (Sonntag) Exemplaren und beschäftigte 700 Angestellte.
Gründer und Chefredakteur ist Nduka Obaigbena.
1997 war This Day die erste Zeitung in Nigeria, die im Vierfarbendruck gedruckt wurde. Zeitweise erschien sie auch in Sandton, Südafrika.